# Helen Gourlay
Helen Gourlay (Launceston, 23 dicembre 1946) è un'ex tennista australiana.

## Biografia
Giunse in finale all'Open di Francia (singolare femminile) nel 1971 venendo sconfitta da Evonne Goolagong con un punteggio di 6-3, 7-5.
Altra finale di prestigio fu quella all'Australian Open (singolare femminile) dove sei anni dopo, nel 1977 (dicembre) venne eliminata sempre da Evonne Goolagong, con un punteggio ancora più netto: 6-3, 6-0.
Nel doppio vinse la prima competizione all'Australian Open esibendosi con Kerry Harris nel 1972; le loro avversarie furono Patricia Coleman e Karen Krantzcke, battute con un punteggio di 6-0, 6-4. Da allora poi vinse tre edizioni in successione dal 1976 con la sua avversaria nei singoli, Evonne Goolagong Cawley  contro Lesley Turner Bowrey e Renáta Tomanová e nel dicembre del 1977 in una finale che venne annullata per il maltempo dando la vittoria a tutti i partecipanti (oltre a loro due Mona Schallau Guerrant e Kerry Melville Reid). Vinse anche l'edizione di gennaio dello stesso anno ma la sua compagna fu Dianne Fromholtz Balestrat.
Sia Evonne Goolagong che Helen Gourlay sposarono un uomo che portava il cognome Cawley, ma i due non avevano alcuna parentela fra loro; il marito di Helen si chiamava Richard Cawley.